# Dead Synchronicity
Dead Synchronicity est un jeu vidéo d'aventure en pointer-et-cliquer développé par Fictiorama Studios et édité par Daedalic Entertainment, sorti en 2015 sur Windows, Mac, Nintendo Switch, PlayStation 4, iOS et Android.

## Accueil
- Adventure Gamers : 4/5[1]
- Jeuxvideo.com : 13/20[2]